# Macedônia (São Paulo)
Macedônia é um município brasileiro do estado de São Paulo. A cidade tem uma população de 3.664 habitantes (IBGE/2010).

## História
O projeto da cidade de Macedônia foi iniciado por João de Mello Macedo em 7 de maio de 1945. O poeta loteou, vendeu e doou a maior parte dos terrenos que compôs o núcleo original da cidade.

## Demografia

### População
| Crescimento populacional                             | Crescimento populacional | Crescimento populacional | Crescimento populacional |
| Ano                                                  | População Total          |                          | %±                       |
| ---------------------------------------------------- | ------------------------ | ------------------------ | ------------------------ |
| 1970                                                 | 5 475                    |                          | —                        |
| 1980                                                 | 4 215                    |                          | −23,0%                   |
| 1991                                                 | 3 956                    |                          | −6,1%                    |
| 2000                                                 | 3 761                    |                          | −4,9%                    |
| 2010                                                 | 3 664                    |                          | −2,6%                    |
| 2022                                                 | 3 963                    |                          | 8,2%                     |
| Est. 2024                                            | 4 048                    | [ 6 ]                    | 2,1%                     |
| Fontes: Censos Demográficos IBGE e Estimativas SEADE |                          |                          |                          |

### Dados demográficos
Dados do Censo - 2010
População total: 3.664
- Urbana: 2.777
- Rural: 887
- Homens: 1.837[10]
- Mulheres: 1.827

Densidade demográfica (hab./km²): 11,18
Dados do Censo - 2000
Mortalidade infantil até 1 ano (por mil): 15,97
Expectativa de vida (anos): 71,17
Taxa de fecundidade (filhos por mulher): 1,91
Taxa de alfabetização: 85,81%
Índice de Desenvolvimento Humano (IDH-M): 0,757
- IDH-M Renda: 0,669
- IDH-M Longevidade: 0,769
- IDH-M Educação: 0,832

(Fonte: IPEADATA)

## Geografia
Localiza-se a uma latitude 20º08'45" sul e a uma longitude 50º11'40" oeste, estando a uma altitude de 502 metros. Possui área de 327,7 km².

## Infraestrutura

### Comunicações
O sistema de telefones automáticos foi inaugurado na cidade em 1977 pela Telecomunicações de São Paulo (TELESP), que também implantou o sistema de discagem direta à distância (DDD) em 1989 com o código de área (0174). Anteriormente a cidade era atendida pela Companhia de Telecomunicações do Estado de São Paulo (COTESP).
Na década de 90 o código DDD da cidade foi alterado para (017), para padronização do sistema telefônico com a telefonia celular que estava sendo implantada em todo o estado.

## Religião
O Cristianismo se faz presente na cidade da seguinte forma:

### Igreja Católica
- A igreja faz parte da Diocese de Jales.[15]

### Igrejas Evangélicas
- Assembleia de Deus Ministério do Belém.[16][17]
- Congregação Cristã no Brasil.[18]